# تام مک‌کاموس
تام مک‌کاموس (به انگلیسی: Tom McCamus) (زاده ۲۵ ژوئیهٔ ۱۹۵۵) بازیگر کانادایی است.
از فیلم‌های معروف او می‌توان به بازی در فیلم سرقت، وقت قاهره، دیشب و پای عالی اشاره کرد.